# Рупник, Вася
Ва́ся Ру́пник (словен. Vasja Rupnik; род. 6 июня 1977, Любляна) — словенский лыжник и биатлонист, участник зимних Олимпийских игр 2010 года.

## Карьера

### В лыжных гонках
Впервые стартовал на Кубке мира 22 ноября 1997 года, заняв 106-е место в гонке на 10 км классикой. Участник двух чемпионатов мира (2001, 2003).

### В биатлоне
В биатлонных соревнованиях наивысшего уровня дебютировал в конце 2004 года — на этапе континентального кубка в австрийском Обертиллиахе он стал 57-м в индивидуальной гонке, допустив 11 промахов. 15 января 2005 года словенец впервые стартовал на Кубке мира. В своем первом старте в Рупольдинге он завершил спринтерскую гонку на 77-й позиции. Всего в сезоне 2004/2005 Рупник провёл 3 гонки в Кубке мира и одну — на Чемпионате мира в Австрии.
В начале сезона 2005/2006 показал ряд хороших результатов на континентальном кубке: в спринтерской гонке на первом этапе он стал четвёртым, опередив в лыжном ходе Эмиля Хегле Свендсена и Дмитрия Ярошенко. Однако на Кубке мира он не подтвердил результатами претензии на место в сборной Словении. Вася провел всего 2 гонки, в лучшей из которых он был 72-м.
Следующий раз на Кубке мира Рупник появился лишь в 2007 году — на чемпионате мира в Италии, на котором он провел всего 2 гонки: в спринте он был 45-м, а в преследовании откатился на 51-ю позицию.
Сезон 2007/2008 Рупник начал в основной сборной, но после первого этапа в Контиолахти он был отправлен на континентальный кубок, где ему покорился наивысший результат в карьере  - второе место в спринте в Банско с четырьмя штрафными кругами. В этом же сезоне Рупник стал постоянным членом словенской эстафеты. На чемпионате мира в Остерсунде лучшим личным результатом Рупника стало 59-е место в индивидуальной гонке, а словенская эстафете стала только 19-й, а Рупник, бежавший на последнем этапе, заработал 2 штрафных круга.
В начале сезона словенская эстафета стала пятой, что стало лучшим результатом для Рупника за всю карьеру. На протяжении всего сезона Вася показывал результаты в конце первой сотни участников, поэтому на чемпионате мира бежал только спринт, в котором стал 89-м и эстафету, которая заняла лишь пятнадцатое место.
В 2010 году Рупник впервые участвовал в Олимпиаде — в Канаде он бежал все гонки программы, показав лучший результат в индивидуальной гонке — 49-е место.
По состоянию на январь 2012 лучшим достижением Рупника в рамках Кубка мира является 15-е место в спринтерской гонке в рамках пятого этапа Кубка мира 2011/12, который проходил в чешском Нове-Место-на-Мораве.
14 октября 2012 года объявил о завершении спортивной карьеры.